# (13130) Dylanthomas
(13130) Dylanthomas ist ein Asteroid des Hauptgürtels, der am 12. August 1994 vom belgischen Astronomen Eric Walter Elst am La-Silla-Observatorium (IAU-Code 809) der Europäischen Südsternwarte in Chile entdeckt wurde.
Der Asteroid wurde am 5. Januar 2015 nach dem walisischen Dichter und Schriftsteller Dylan Thomas (1914–1953) benannt, dessen wohl berühmtestes Gedicht Do not go gentle into that good night in dem Science-Fiction-Film Interstellar als Leitmotiv häufig zitiert wird.